# Głogówek
Głogówek (in tedesco Oberglogau) è un comune urbano-rurale polacco del distretto di Prudnik, nel voivodato di Opole.
Ricopre una superficie di 170,06 km² e nel 2004 contava 14 576 abitanti.
Il tedesco è riconosciuto e tutelato nel comune come lingua della minoranza.